# Tréméloir
Tréméloir foi uma antiga comuna francesa na região administrativa da Bretanha, no departamento Côtes-d'Armor. Estendia-se por uma área de 4,71 km². Em 2010 a comuna tinha 743 habitantes (densidade: 157,7 hab./km²).
Em 1 de janeiro de 2016, passou a formar parte da comuna de Pordic.